# Warnau
Warnau est une commune allemande du Schleswig-Holstein, située dans l'arrondissement de Plön, à neuf kilomètres au sud-ouest de Preetz. Warnau fait partie de l'Amt Preetz-Land (« Preetz-campagne ») qui regroupe 17 communes entourant la ville de Preetz.

## Toponymie
Le nom de la localité est attesté sous la forme Warnow en 1493; Warnouw en 1542.
Toponyme d'aspect germanique mais d'étymologie slave (polabe), dont la terminaison d'origine -ow, fréquente dans les noms de lieux slaves de l'est de l'Allemagne a été germanisée en -au d'après l'allemand Au « prairie humide ». En réalité, il s'agit du suffixe slave -ov-, accolé à l'appellatif vieux polabe (langue slave) *varn « corbeau, corneille », non attesté mais qu'on restitue d'après le polonais vrona et le tchèque vrána de même signification. *Varnov peut donc signifier « lieu des corbeaux ou des corneilles ». Cependant, le premier élément Warn- peut représenter un anthroponyme comme *Varn dérivé du nom de l'oiseau, tout comme l'ancien tchèque Vran.